# Antigua en Barbuda op de Olympische Zomerspelen 2016
Antigua en Barbuda nam deel aan de Olympische Zomerspelen 2016 in Rio de Janeiro, Brazilië. Het olympisch comité zond de grootste delegatie naar de Spelen sinds 1996: in totaal negen atleten, actief in het atletiek en het zwemmen.

## Deelnemers en resultaten
(m) = mannen, (v) = vrouwen 

### Atletiek
| Olympiër                                               | Discipline       | Resultaat | Prestatie                                        |
| ------------------------------------------------------ | ---------------- | --------- | ------------------------------------------------ |
| Daniel Bailey VO                                       | 100 m (m)        | 23e       | serie 2: 2e in 10,20 halve finale 3: DNS         |
| Cejhae Greene                                          | 100 m (m)        | 18e       | serie 5: 4e in 10,20 halve finale 2: 7e in 10,13 |
| Miguel Francis                                         | 200 m (m)        | DNS       | serie 4: DNS                                     |
| Chavaughn Walsh Cejhae Greene Jared Jarvis Tahir Walsh | 4x100 m (m)      | 12e       | serie 1: 6e in 38,44                             |
|                                                        |                  |           |                                                  |
| Priscilla Frederick                                    | hoogspringen (v) | 28e       | groep A: 1,89 m                                  |

### Zwemmen
| Olympiër              | Discipline          | Resultaat | Prestatie              |
| --------------------- | ------------------- | --------- | ---------------------- |
| Noah Mascoll-Gomes VS | 200m vrije slag (m) | 44e       | serie 1: 5e in 1.53,16 |
|                       |                     |           |                        |
| Samantha Roberts      | 50m vrije slag (v)  | 57e       | serie 5: 3e in 27,95   |